# 乌尔比安
乌尔比安（拉丁語：Gnaeus Domitius Ulpianus），罗马法学家和帝国官员。

## 生平
乌尔比安生于泰爾，现位于黎巴嫩境内。乌尔比安本人以其对前人学说的归纳与整理而闻名，其代表著作包括《告示注解》（Ad edictum）83卷、《市民法注解》（Ad musurium Sabinum）51卷等。拜占庭皇帝查士丁尼一世在编纂《学说汇编》时所收录学说之三分之一均为乌尔比安的学说。后期受罗马皇帝亚历山大·塞维鲁所召，任禁卫军长官，相传乌尔比安死于由反对派引起的罗马禁卫军叛乱。

## 觀點

### 自然法與萬民法
在受到由希臘哲學中的斯多葛學派所提出之自然法的影響下，身為羅馬法學家的烏爾比安則是認為，自然法與萬民法，兩者在概念的定義上，有著明顯的區別。前者是指由大自然傳授給所有動物之法；後者是指諸民族所使用之法。簡言之，自然法，是共通於所有動物的法律；萬民法，是僅共通於人類相互之間的法律。